# معبر التنف الحدودي
معبر التنف الحدودي هو معبر حدودي بري سوري في محافظة حمص السورية المتاخمة لناحية الوليد العراقية، يقابل معبر التنف السوري منفذُ الوليد الحدودي العراقي.